# Saci

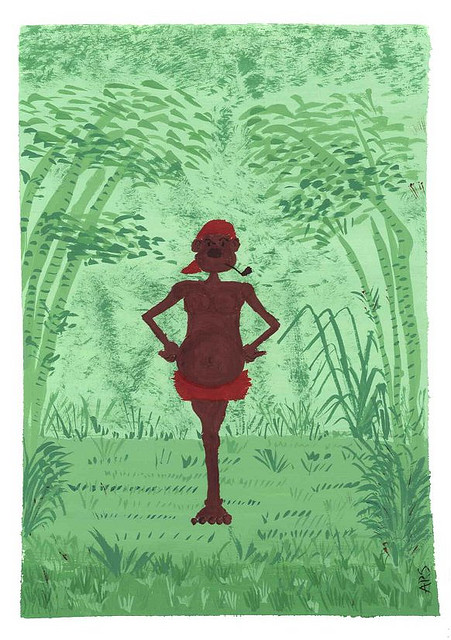
Sací pererê.

Sací (IPA: [sa.'si]) est probablement l'un des personnages les plus populaires du folklore brésilien. Il est représenté comme un petit garçon noir unijambiste, qui fume la pipe et porte un chapeau rouge au pouvoir magique le faisant apparaître et disparaître où bon lui semble.
Il existe plusieurs variantes du mythe :
- Sací pererê, noir comme le charbon.
- Sací trique, mulâtre.
- Sací saçurá, avec les yeux rouges.

L'astéroïde (520585) Saci porte son nom.

## Dans la culture populaire
Dans la mini-série brésilienne « La Cité invisible » diffusée sur Netflix en 2021 et mettant en scène différents éléments du folklore brésilien, le Saci est un des personnages importants de l'intrigue.

## Illustrations

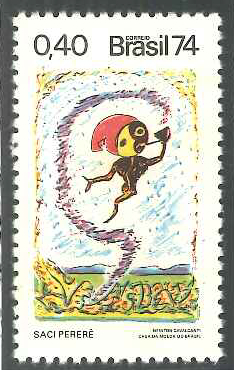
Le Saci sur un timbre de 1974.
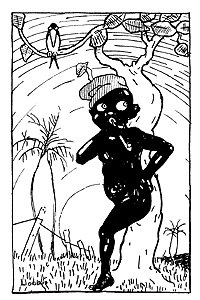
Le Saci sur un dessin de Monteiro Lobato.